# Acanthosphinx cothina
Acanthosphinx cothina är en fjärilsart som beskrevs av Willie Horace Thomas Tams 1930. Acanthosphinx cothina ingår i släktet Acanthosphinx och familjen svärmare. Inga underarter finns listade i Catalogue of Life.